# Matteo Battaglia
Matteo Battaglia (Ragusa Ibla, 24 febbraio 1700 – Ragusa, 28 marzo 1777) è stato un pittore italiano.

## Biografia
Matteo Battaglia nasce a Ragusa, nella giurisdizione parrocchiale della chiesa madre di San Giorgio, da Mario e da Filippa Lo Castro. La formazione e l'attività artistica risalgono al periodo della ricostruzione della città dopo il terremoto del Val di Noto del 1693.
Già da ragazzo coadiuva, prima come apprendista, come collaboratore e poi come socio, pittori che operavano a Ragusa, chiamati da ordini religiosi e da procuratori delle chiese per pale d'altare o per affreschi. Coevo di Giuseppe Manoli, di Filipponeri Flaccavento, con il quale ha lavorato e di cui è stato socio, estimatore dello stile di don Franzo Nicastro e di Ignazio Scacco.

## Opere
- 1725 - 1728, Prospettiva architettonica di stile classico, pittura su tavolato con decorazioni floreali inquadrata in una cornice di mensole. Manufatto disassemblato e in seguito distrutto, opera documentata nella demolita chiesa di San Giuseppulo o di Santa Mariula di via dei Sospiri.
- Duomo di San Giorgio:
  - 1740, Ritratto raffigurante il chierico Giorgio Nicita;
  - 1762, Presentazione della nuova chiesa di San Giorgio alla Santissima Trinità, con San Giorgio, Santa Gaudenzia e la Vergine Immacolata, olio su tela;
  - 1763, San Giorgio a cavallo raffigurato con il drago trafitto dalla lancia, olio su tela;
  - XVIII secolo, Angeli, dipinti su tavola, manufatti posizionati sotto i due pannelli in stucco della Cappella del Santissimo Sacramento, la coppia a destra regge il Mandylion, la coppia a sinistra sostiene la Sindone.
- 1750, Prospettiva architettonica riprodotta sulla parete absidale, affreschi della volta, sull'arco trionfale, quest'ultimo raffigurante un grande tendaggio a sipario che svela all'interno un tempio con colonne e tralci di viti, opere realizzate nella chiesa di Santa Maria di Gesù.
- 1756 ante, Martirio dei Santi Cosma e Damiano, pala d'altare autografa, opera custodita nell'ufficio del parroco della cattedrale di San Giovanni Battista.
- 1773, Prospettiva architettonica di stile classico, pittura su tavolato nella volta con raffigurazioni di cornici, mensole, colonne e capitelli, manufatto realizzato con la collaborazione di Filipponeri Flaccavento, firmatario della commissione. Sull'asse mediano sono incastonate tre tele: 
  - Crocifissione posta su una barca con il mare in tempesta e figure allegoriche delle Virtù teologali, dipinto al centro;
  - Mosè con l'adorazione del serpente;
  - Gesù Bambino che spreme un grappolo d'uva che pende da un tralcio di vite attorcigliato attorno alla croce, ai lati.

Intorno cartigli riproducenti episodi della Passione di Gesù sorretti da angeli, scene del martirio di Santa Lucia, scene del Vecchio Testamento. Il gallo a simboleggiare la Negazione di Pietro. Un topo, un gatto e la scena di un sacrificio sulla cornice dell'abside completano l'opera custodita nella chiesa di Santa Maria dello Spasimo o di Santa Lucia Inferiore.
- XVIII secolo, Sacrificio di Isacco, episodio biblico riprodotto su grande paravento, opera documentata con atto notarile custodita nella chiesa di Santa Maria Maddalena.
- Chiesa di San Giuseppe:
  - 1775, Sacra Famiglia con le ciliegie, olio su tela, opera commissionata per la chiesa in fase di ultimazione;
  - XVIII secolo, Spirito Santo, affresco, opera realizzata nella volta del cappellone.
- XVIII secolo, Sant'Orsola e le Compagne, olio su tela, opera proveniente dalla chiesa di Santa Barbara e attualmente custodita nella chiesa delle Santissime Anime del Purgatorio.